# Ægte karette
Ægte karette (Eretmochelys imbricata) er en truet havskildpadde, der tilhører familien Cheloniidae. Det er den eneste nulevende art i slægten Eretmochelys. Arten har en verdensomspændende udbredelse med en atlantisk underart, E. i. imbricata, og en underart i det Indiske Ocean og Stillehavet, E. i. bissa.
Den ægte karette minder meget om andre havskildpadder. Generelt har den en fladtrykt kropsform, et beskyttende skjold, og finnelignende arme, der er tilpasset svømning i åbent hav. E. imbricata er let at skelne fra andre havskildpadder på grund af dens kraftige og krumme næb med fremtrædende tomium og savtakkede udseende af skjoldets kanter. Den ægte karettes skjold ændrer lidt farver afhængigt af vandets temperatur. Den lever en del af sit liv i det åbne ocean, men tilbringer mere tid i lavvandede laguner og ved koralrev. Mange skildpadder mister livet, fordi de bliver filtret ind i erhvervsfiskernes drivgarn. The World Conservation Union klassificerer ægte karette som kritisk truet. Karetteskildpaddens skjold har været anvendt til dekorative formål. Washingtonkonventionen forbyder indfangning og handel med karettehavskildpadder og afledte produkter.
Ægte karetter måler op til 1 meter og vejer typisk omkring 80 kilo. Den tungeste ægte karette, man kender til, vejede 127 kilo. skildpaddens skjold, eller rygskjold, har en gul baggrund mønstret med en uregelmæssig kombination af lys og mørke striber, med overvejende sorte og spraglede brune farver, der stråler ud til siderne.

## Udbredelse
Den ægte karette lever især omkring tropiske koralrev i det Indiske Ocean, Stillehavet og Atlanterhavet og især i varme tropiske farvande. Man skelner mellem to store underpopulationer: Den Atlantiske og den Indo-Pacificke.